# Den nøgne sandhed
Den nøgne sandhed var et talkshow på TV2 med Cecilie Frøkjær som vært. Sendt første gang fredag 8. januar 2010. Den nøgne sandhed sendte samtidig med DRs X-Factor, hvilket resulterede i programmet fik relativt få seere.
I talkshowet ville et panel beståde af tre mænd i samspil og modspil med Frøkjær tage alverdens emner op til debat og udfordres i, hvor forskelligt de to køn kan se på tingene. Den nøgne sandhed havde blandt andet Kim Bodnia, Peter Mogensen, Anders Breinholt, Nikolaj Steen og Jonas Schmidt som panel.
Den nøgne sandhed sendte ligesom Go' Morgen Danmark, Go' Aften Danmark og Natholdet fra "røret" på Hovedbanegården i København og blev produceret af Nordisk Film TV